# غسان الشبل
غسان بن عبد الرحمن بن حمد الشبل (1959م) مهندس سعودي، شغل منصب رئيس مجلس إدارة هيئة المحتوى المحلي والمشتريات الحكومية السعودية من 2018 حتى إعفائه في 24 أغسطس 2020، وهو المؤسس ورئيس مجلس الإدارة لشركة بروز للتقنية المتقدمة، وقد شغل مناصب عديدة، أبرزها: الرئيس التنفيذي لشركة الإلكترونيات المتقدمة.

## المؤهلات الأكاديمية
- بكالوريوس الهندسة المدنية من جامعة الملك سعود بتقدير ممتاز مع مرتبة الشرف الثانية 1982م.
- درجة الماجستير في الإدارة الهندسية من جامعة جورج واشنطن في الولايات المتحدة الأمريكية 1986م بمعدل تراكمي 4 من 4.
- درجة الدكتوراه في الإدارة الهندسية من جامعة جورج واشنطن في الولايات المتحدة الأمريكية 1990م.
- حائز على جائزة صاحب السمو الملكي الأمير بندر بن سلطان للتفوق العلمي. الولايات المتحدة الأمريكية عام 1990م.
- دبلوم في إدارة التصنيع من معهد IMD بسويسرا عام 1991م.
- دبلوم في إدارة التقنية في اليابان من معهد ماساشوستس التقني (MIT) عام 1992م.
- شهادة برنامج الإدارة المتقدمة من جامعة هارفارد عام 1996م.

## السيرة العملية
- رئيس مجلس إدارة هيئة المحتوى المحلي والمشتريات الحكومية. (27 ديسمبر 2018 - 23 أغسطس 2020).
- مستشار في الأمانة العامة لمجلس الوزراء حتى تاريخ إعفائه في 17 أغسطس 2025م.[4]
- عضو مجلس الشؤون الاقتصادية والتنمية.
- عضو في الشركة السعودية لتقنية المعلومات (SITE).
- كان رئيسا لمجلس إدارة الخطوط الجوية العربية السعودية.[5] (2017-2019).[6]
- نائب رئيس مجلس إدارة الشركة السعودية للصناعات العسكرية.
- شغل منصب الرئيس التنفيذي ثم رئيس مجلس المجموعة السعودية للأبحاث والتسويق من يناير 2017 حتى يونيو 2018.
- رئيس مجلس إدارة الشركة الدولية لهندسة النظم.
- الرئيس التنفيذي لشركة الإلكترونيات المتقدمة إحدى شركات برنامج التوازن الاقتصادي استمرت من عام 1990 حتى نهاية 2015.
- المؤسس والرئيس التنفيذي لشركة بروز للتقنية المتقدمة.

## العضويات
شغل الدكتور غسان عضوية مجلس الإدارة في عدد من الجهات الحكومية والشركات منها:
- البرنامج الوطني لتطوير التجمعات الصناعية.
- الشركة الوطنية السعودية للنقل البحري.
- شركة السعودية لهندسة وصناعة الطيران
- المؤسسة العامة للتأمينات الاجتماعية.

## الحالة الاجتماعية
- متزوج وله أربعة أطفال ( ثلاثة أولاد وابنة واحدة)